# Esko Saira
Esko Saira (n. 14 iunie 1938, Lemi, Vyborg Governorate⁠(d), Imperiul Rus) este un biatlonist ce a reprezentat Finlanda, medaliat olimpic. A participat la 2 ediții ale Jocurilor Olimpice (1972, 1976) în care a câștigat două medalii de argint.